# Josef Aurel Stadler
Josef Aurel Stadler, auch Joseph Aurel Stadler (* 10. Dezember 1778 in Goßholz, heute Ortsteil von Lindenberg im Allgäu; † 22. Juli 1837 in Staufen, heute Oberstaufen) war ein Agrarreformer und insbesondere Wegbereiter der Allgäuer Hartkäseherstellung nach Schweizer Art (Emmentaler).

## Leben
Josef Aurel Stadler stammte aus einer wohlhabenden Lindenberger Familie, die mit Strohhüten und Käse handelte. Sein Vater Franz Xafer Stadler hatte mit Anton Rädler und dem älteren Sohn Philipp Peter Stadler in Ulm eine Handelsgesellschaft gegründet. Josef Aurel Stadler heiratete nach Oberstaufen und richtete im späteren Hotel Büttner, dem heutigen Bayerischen Hof, eine große Krämerei mit Tuchhandel und einem ausgedehnten Käselager ein.
1821 stellte Stadler in Weiler den ersten „Allgäuer“ Emmentalerkäse her. Anschließend holte er sich mit Johann Althaus einen Käseexperten aus Langnau im Emmental, der dann wegen nicht ausreichender Milchversorgung seinen Produktionsbetrieb in Blaichach bei Sonthofen aufbaute.
Stadler gründete Milchgenossenschaften, um die Versorgung der Sennereien/Molkereien sicherzustellen und schloss Lieferverträge mit den Bauern.

„[…] Die Stadlers waren Ross- und Käsehändler aus Lindenberg. Sie hatten eine bedeutende Käsehandlung in Ulm verschifften von dort einen Großteil ihrer Käse nach Wien und bis Budapest. In Staufen saß Josef Aurel Stadler, er kaufte hier auf den Alpen und den wenigen käsenden Bauern die Käse auf, die in Ulm gebraucht wurden. Allerdings war er mit der Menge und der Qualität nicht zufrieden, er kaufte auch Käse aus der Schweiz, aus dem Emmental, wo gute und haltbare Käse hergestellt wurden. Die Einfuhr war damals schwierig, die Zollformalitäten umständlich. So rieten ihm diese Schweizer Geschäftsfreunde [aus Langnau im Emmental], doch einen guten Fachmann einzustellen und vermittelten ihm Johann Althaus, der dann [1827] einen ganzen Sommer für Stadler Käse herstellte, mit Erfolg.
Allerdings wurden sich Stadler und Althaus uneins, Althaus zog [wegen nicht ausreichender Milchversorgung seinen Produktionsbetrieb in Blaichach bei Sonthofen] im Illertal auf und machte sich selbständig.
Stadler holte noch mehr Sennen, auch Verwandte und Brüder von Althaus ins Allgäu. Die Nachfrage nach diesen „Schweizer Käsen“ wuchs und die Firma Stadler wurde sehr bedeutend. Selbst als auch Carl Hirnbein und andere den Handel und die Fabrikation dieser neuen Käsesorte aufnahmen, blieb die Firma Stadler führend. Lange Jahre war der Preis, den Stadler zahlte, maßgebend für die Käsepreise. 
 [Stadler gründete Milchgenossenschaften, um die Versorgung der Sennereien/Molkereien sicherzustellen und schloss Lieferverträge mit den Bauern.]
Stadler war mit Barbara Witzigmann von Staufen verheiratet und besaß ein großes Haus in Staufen, das den größten Keller Staufens hatte, das spätere Hotel Büttner, jetzt der Bayerische Hof. Er kaufte auch das heutige Gasthaus „Post“ und erbaute daneben ein Haus, in dem bis 1968 die Staufner Sennerei war, das Haus Hürlimann in der heutigen Bahnhofstrasse. Schon früh, 1837, 10 Jahre nach der Einführung des Emmentalers und dem Beginn das Aufstiegs seiner Firma, starb Josef Aurel Stadler. Die Firma florierte noch einige Zeit, ging dann aber später ein, im Gegensatz zu dem umfangreichen Erbe von Karl Hirnbein, das auch nach dem Ende des Käse-Geschäftes verblieb, sind von Stadler keine Hinterlassenschaften in unsere Zeit verblieben.
Verblieben ist aber sein Verdienst, noch vor Hirnbein einen bedeutenden Schritt zur Umstellung vom Flachs- und Getreideanbau zur Grünlandwirtschaft getan zu haben. Schon vor 1827 wurden Versuche zur Emmentalerherstellung gemacht, 1821 ließ Stadler von 2 Sennen in Weiler bereits diese Käse versuchshalber, es gab auch einzelne Versuche andernorts. Aber nach der Ankunft von Althaus in Staufen und seiner Arbeitsaufnahme bei Stadler nahm die Herstellung endlich und ständig wachsend zu und breitete sich im ganzen Allgäu aus. In der Schweiz wurde bereits an manchen Orten die Käseherstellung auch im Tal und im Winter aufgenommen, im Allgäu griff dies erst später um sich, erst im zweiten Drittel des 19. Jahrhunderts erfolgte der allgemeine Durchbruch zu den Talkäsereien, den Sennereien und damit auch die Herstellung größerer Laibe, über 1 Zentner schwer. […]“

## Bedeutung
„[…] Die Initiative von Josef Aurel Stadler, die Herstellung von Schweizer Käse im Allgäu einzuführen, hat wesentlich zur Existenzsicherung der Allgäuer Bauern beigetragen. Die Intensivierung der Vieh- und Milchwirtschaft brachte die allmähliche Umstellung vom Flachs- und Getreideanbau auf reine Grünlandwirtschaft. So entstand das noch heute geschlossene Bild des grünen Allgäus mit seinen weidenden Viehherden.“

Fast gleichzeitig betrieb mit Karl Hirnbein ein anderer Pionier aus Wilhams im Allgäu den Neuanfang der Weichkäseherstellung (Limburger).